# 奥念丈岳
奥念丈岳（おくねんじょうだけ）は、木曽山脈（中央アルプス）の主稜線上にある標高2,303mの山。

## 概要
越百山から南下してきた木曽山脈の主稜線はここから南西方向に向かい安平路山へと続いている。また南東方向にも尾根が派生しており、念丈岳がある。なおこの尾根は念丈岳から東へ向かうので、大局的には奥念丈岳から東方向へ延びていると言った方が正しい。

## 登山コース
奥念丈岳への一般登山道はない。これらの山域は登山道が不明瞭のため、通過が非常に困難で道迷いの可能性が高い。健脚の熟達者向きで一般向きでなく、自己責任による慎重な行動が求められる。

### 中央アルプス縦走コース
木曽山脈（中央アルプス）の主稜線が、縦走路となっている。ただし、越百山のすぐ南の南越百山と、安平路山との間は深い笹藪などに覆われているため登山道は不明瞭となる。背丈を越える、藪をかき分けながらの歩行を強いられる。

### 念丈岳からのコース
念丈岳からへの鞍部を経て、奥念丈岳へ至る笹藪の尾根ルートがある。念丈岳までの登山道は、念丈岳を参照。

## 周辺の山小屋
中央アルプスの有人の山小屋は、完全予約制となっている。駒ヶ岳頂上山荘にのみキャンプ指定地がある。
| 画像 | 名称           | 所在地                        | 収容人数 | 備考     |
| ---- | -------------- | ----------------------------- | -------- | -------- |
|      | 越百小屋       | 福栃山と越百山 との鞍部       | 20人     |          |
|      | 安平路避難小屋 | 安平路山とシラビソ山 との鞍部 | 15人     | 無人小屋 |

## 周辺の山
| 山容 | 名称     | 標高 （m） | 三角点 等級 | 奥念丈岳からの 方角と距離（km） | 備考                    |
| ---- | -------- | ---------- | ----------- | ------------------------------- | ----------------------- |
|      | 越百山   | 2,613.24   | 三等        | 北 2.6                          | 日本三百名山 こすもやま |
|      | 南越百山 | 2,569      |             | 北 2.1                          |                         |
|      | 奥念丈岳 | 2,303      |             | 0                               |                         |
|      | 念丈岳   | 2,290.65   | 三等        | 南東 1.2                        |                         |
|      | 安平路山 | 2,363.14   | 三等        | 南西 3.8                        | 日本二百名山            |

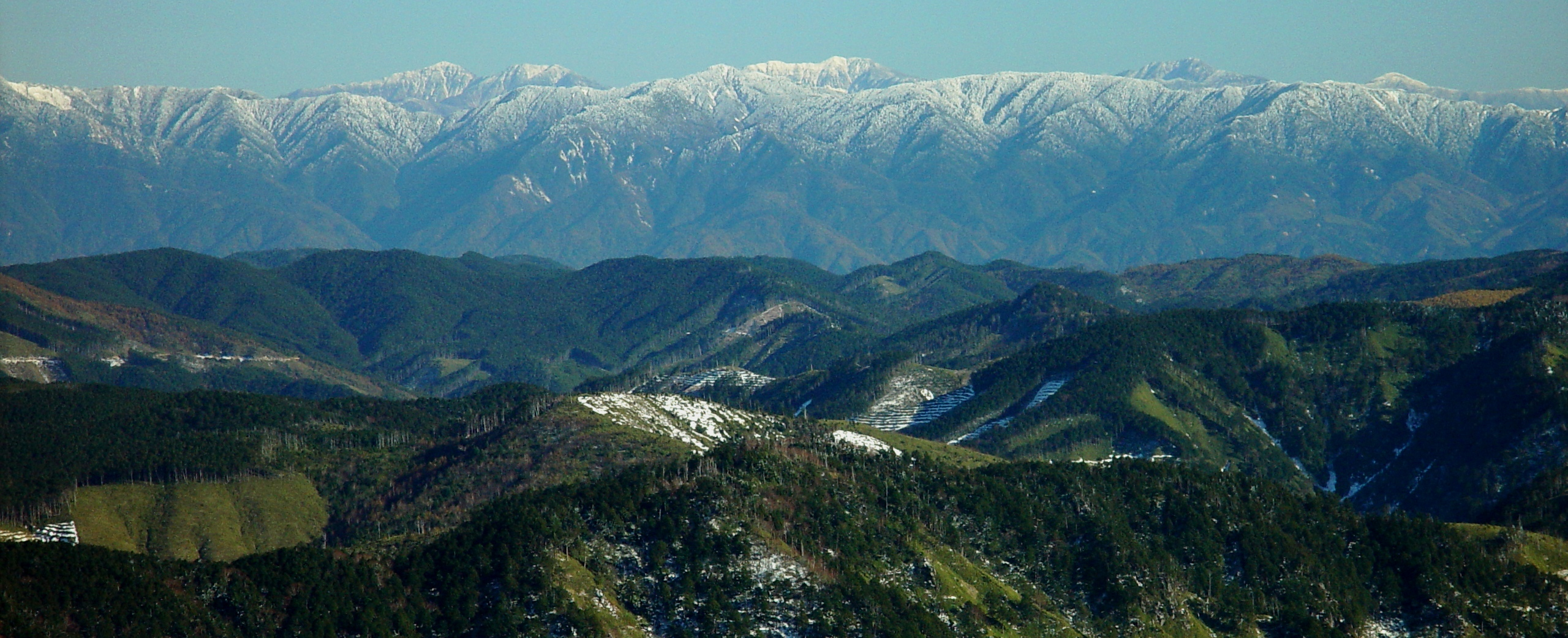
小秀山から望む安平路山周辺の山

木曽山脈（中央アルプス）の主な山は、木曽山脈を参照。

## 源流の河川
南東にある与田切乗越（鳥越峠）が、与田切川と松川との分水嶺となっている。
- 越百川（木曽川の支流）
- 与田切川（天竜川の支流）
- 松川（天竜川の支流）

## 関連図書
- 『ヤマケイ　アルペンガイド　中央アルプス　御嶽山・白山』山と渓谷社、ISBN 4-635-01320-0
- 『山と高原地図 木曽駒・空木岳 中央アルプス2010』昭文社、ISBN 978-4-398-75720-3